# 英吉沙爾直隸廳
英吉沙爾直隸廳，中國清代新疆省所轄的一直隸廳。原為英吉沙爾回城，附屬於喀什噶爾城（今喀什市）。“英吉”，維吾爾語意為“新”；“沙爾”為城，英吉沙爾即新城之意，一作“英噶薩爾”。乾隆三十一年（1766年），置英吉沙爾領隊大臣統轄。光緒九年（1883年）置直隸廳，隸屬於喀什噶爾道。考語：“衝、繁、難”。治所在今新疆英吉沙縣。1913年（民國二年）裁撤，置英吉沙縣。
英吉沙爾廳轄六十八回莊，兼有布魯特（柯爾克孜人）沖巴噶什等十四個部落牧地。